# Eutreta xanthochaeta
Eutreta xanthochaeta es una especie de insecto del género Eutreta de la familia Tephritidae del orden Diptera.

## Historia
Aldrich la describió científicamente por primera vez en el año 1923.